# لوسيل بريمير
لوسيل بريمير (بالإنجليزية: Lucille Bremer)‏ هي راقصة وموسيقية وممثلة أمريكية، ولدت في 21 فبراير 1917 في الولايات المتحدة، وتوفيت في 16 أبريل 1996 بلاهويا في الولايات المتحدة بسبب نوبة قلبية.

## وصلات خارجية
- لوسيل بريمير على موقع IMDb (الإنجليزية)
- لوسيل بريمير على موقع ميتاكريتيك (الإنجليزية)
- لوسيل بريمير على موقع الموسوعة البريطانية (الإنجليزية)
- لوسيل بريمير على موقع روتن توميتوز (الإنجليزية)
- لوسيل بريمير على موقع قاعدة بيانات الأفلام العربية
- لوسيل بريمير على موقع ألو سيني (الفرنسية)
- لوسيل بريمير على موقع ميوزك برينز (الإنجليزية)
- لوسيل بريمير على موقع أول موفي (الإنجليزية)
- لوسيل بريمير على موقع قاعدة بيانات برودواي على الإنترنت (الإنجليزية)
- لوسيل بريمير على موقع قاعدة بيانات الأفلام السويدية (السويدية)